# Eufriesea smaragdina
Eufriesea smaragdina är en biart som först beskrevs av Perty 1833.  Eufriesea smaragdina ingår i släktet Eufriesea, tribus orkidébin, och familjen långtungebin. Inga underarter finns listade.